# جوليا مورتون
جوليا مورتون (بالإنجليزية: Julia Morton)‏ هي كاتِبة وعالمة نبات أمريكية، ولدت في 25 أبريل 1912 في ميدلبوري في الولايات المتحدة، وتوفيت في 10 سبتمبر 1996.

## حياة سابقة
وُلدت مورتون باسم جوليا فرانسيس ماكهيو في 25 نيسان/أبريل في عام 1912  في بلدة ميدلبوري في ولاية فيرمونت في الولايات المتحدة الأمريكية، ونشأت في مزرعة مساحتها 100 فدان (0.40 كيلومتر مربع) في المنطقة الريفية من فيرمونت حيث كانت مهتمة بالزراعة والطبيعة والموارد الطبيعية. توفيت والدتها وشقيقتها عندما كان عمرها 15 سنة، وذهبت إلى مدينة نيويورك للعيش مع شقيقها.
عملت كفنانة تجارية لعدة سنوات وتزوجت من الكندي كيندال بول مورتون. بدأ الزوجان بالعمل على جمع المعلومات عن الأغذية والنباتات الطبية وغيرها من النباتات المفيدة بحلول عام 1933، وعملوا على تجميع نسخ أو أجزاء من المواد الموجودة ووضعوها في خزائن الملفات، وحفظوها في مكتب بالقرب من مكتبة نيويورك العامة، وسرعان ما أصبح يُعرف باسم مركز مورتون كوليكتانيا في الأوساط الأكاديمية.

## الحرب والكتاب الأول
عادت مورتون إلى كندا عند نشوب الحرب العالمية الثانية حيث خطط زوجها كيندال لدخول الخدمة العسكرية وإنشاء صحيفة خاصة بالجيش، ولكنه فشل في الفحص البدني وأُعفي من الخدمة بسبب إصابته بنفخة قلبية. انتقل الزوجان بعدها إلى جزر البهاما بدلاً من البقاء في كندا أو الولايات المتحدة كمدنيَين. وضعا معظم النماذج المجموعة في التخزين، وأخذا الفواكه الاستوائية معهم إلى مدينة ناسو معتقدين أنها من المحتمل أن تكون مفيدة.
ساعدتهما الملفات التي أحضرَوها معهم إلى ناسو ودراستهم للحياة النباتية هناك بشكل كبير، فأعدت مورتون المخطوطة والرسومات التوضيحية لمنشورهما الأول بعنوان «خمسون نوع من الفواكه الاستوائية في ناسو». أثبتت مورتون بذلك أنها مصوّرة ممتازة، ويظهر ذلك في صورها الفوتوغرافية التي ترفقها في منشوراتها. نُشر الكتاب الذي يتكون من 101 صفحة في عام 1946، ووصفته مراجعة معاصرة في فسيولوجيا النبات بأنه «موصى به جيدًا من قبل علماء النبات المؤهلين» ووصفته بأنه «مصوَّر بشكل غني» و«مكتمل بشكلٍ تام» 

## الحياة في فلوريدا والمزيد من العمل
دُعيت مورتون بعد انتهاء الحرب للعمل في محطة التجارب شبه الاستوائية في هومستيد في ولاية فلوريدا بالتعاون مع جورج روهلي والدكتور بروس ليدن. أدى عملها مع الدكتور ليدن إلى إنتاج المخطوطة للكتاب الذي نُشر باسم «400 نبات من جنوب فلوريدا». لاحظ رئيس جامعة ميامي بومان فوستر آش عملهم المتقن وأثنى عليه، وعرض عليهم مناصب أساتذة في حرم كورال جابلز.
كانت جوليا مورتون مع زوجها كيندال من مؤسسي مجلس الفواكه النادرة الأساسي الذي تأسس في 11 آذار/مارس في عام 1955 في ميامي في فلوريدا. سُميت مجموعة دراسة الفاكهة الاستوائية هذه باسم مجلس الفواكه النادرة من قِبل جوليا مورتون بعد الاجتماع المبدئي للمجموعة.
وافق رئيس الجامعة آش على إنشاء مركز كوليكتانيا في الحرم الجامعي الجديد، ووُضِعت الملفات في موقع جديد أكثر اتساعًا ووُظِّف الطلاب في اختيار مواد جديدة وتنظيمه بمساعدة الأستاذ تايلور ألكساندر. سمح هذا بتوسيع المركز، وتوفّر للباحثين الزائرين مجالًا للعمل وحرية الوصول إلى المواد. أصبح حجم المركز أكبر بحلول عام 1996 حيث ضمّ 500 درج للملفات وحوالي 15000 نوع، ولكنه ظل موردًا مفهرسًا ومجموعًا بشكل يدوي.
زاد مجال اهتمامهم ليضم النباتات السامة والنباتات المفيدة سواء الصالحة للأكل أو الزينة، وذلك بعد أن كان يقتصر عملهم الأولي على النباتات الصالحة للأكل فقط. نُشرت العديد من الكتب الإضافية، واقتُرح أن صور مورتون النباتية كانت مناسبة للرسوم البيانية التي ألهمت إنشاء تصميمان لملصقات الحائط التي تحتوي على جملة «النباتات السامة للناس». يركّز التصميم الأول على النباتات السامة داخليًا، والآخر على مهيجات الجلد والتنفس.
توفي كيندال مورتون في عام 1964. لم تتوقف مورتون عن عملها على الرغم من ذلك واصلت البحث والعمل الميداني. أجرت مورتون أبحاثًا حول استخدام النباتات في علاج السرطان في جزر الهند الغربية بناءً على طلب من المعهد الوطني للسرطان. كما أجرت أبحاثًا في النباتات الصالحة للأكل مساهمةً بذلك في حالات النجاة في الفلبين وجنوب شرق آسيا خلال حرب فيتنام، وكتبت تعليمات لإبقاء القبائل هناك على قيد الحياة. أجرت مورتون أيضًا مسوحات للكاجو وغيرها من مزارع الجوز الصالحة للأكل في فنزويلا وكولومبيا وبيرو.
أصبحت مورتون معروفة بشكل كبير كخبيرة في حالات التسمم بالنبات، وغالبًا ما كانت السلطات المحلية تأخذ استشارتها في هذه الحالات. قدمت العديد من النصائح وعملت على تثقيف الجمهور. قال لورانس كابلان، وهو الأستاذ الفخري في علم النبات في جامعة ماساتشوستس في بوسطن ومحرر مجلة جمعية علم النبات الاقتصادي التي ساعدته مورتون في انطلاقها: «لقد كانت مركز النباتات السامة في جنوب فلوريدا».
أحال مركز مكافحة السموم إليها معظم دعوات السموم النباتية ابتداءً من عام 1954 عندما بدأت في العمل كمستشارة هناك. حصلت مورتون على الدكتوراه الفخرية من جامعة ولاية فلوريدا في عام 1973 على الرغم من أنها لم تحضر الكلية رسميًا.
واصلت مورتون الكتابة والمحاضرة والإجابة على الاستفسارات في المركز حتى بعد تقاعدها. تقاعدت من التدريس في عام 1993 بعد أن عملت أستاذة بجامعة ميامي لمدة 4 عقود. أصيبت بجروح خطيرة في حادث سيارة في 28 آب/أغسطس من عام 1996 وتوفيت في 10 أيلول/سبتمبر من عام 1996.

## مراتب الشرف
- أستاذة باحثة في علم الأحياء ومديرة مؤسسة مورتون كوليكتانيا في جامعة ميامي.
- الدكتوراه الفخرية لجامعة ولاية فلوريدا لأبحاثها وكتاباتها للمعاهد الوطنية للصحة ووزارة الدفاع الأمريكية في عام 1973.[2]
- زميلة منتخبة لجمعية لينين في لندن في عام 1974.[3]
- حصلت على لقب عالمة النبات الاقتصادي المتميز من قبل الجمعية الدولية للنباتات الاقتصادية في عام 1978.[3]
- شغلت منصب رئيسة جمعية ولاية فلوريدا البستانية في عام 1979.[3]